# Torma István (régész)
Torma István (Tamási, 1940. december 16. – 2018. május 14.) magyar régész.

## Élete
Az Eötvös Loránd Tudományegyetem (ELTE) régészet-történelem szakán végzett 1964-ben. 1994-2003 között a Topográfiai Osztály és Adattár osztályvezetője. 1998-ban megszerezte a
PhD fokozatot.
1967–1972 között Pilismarót-Basaharcon temetőfeltárást vezetett.
A Régészeti Intézet tudományos főmunkatársa, a Topográfiai Osztály és Adattár vezetője, az Ásatási Bizottság egykori elnöke volt.
Fő szakterülete a rézkor volt. A magyarországi régészeti topográfia munkálataival foglalkozott.

## Művei
- 1969 Adatok a badeni (péceli) kultúra bolerázi csoportjának magyarországi elterjedéséhez. VMMK 8.
- 1969 A Veszprém megyei régészeti topográfia ősrégészeti eredményeiről. VMMK 8.
- 1971 Neolithische Siedlung und Gräberfeld, kupferzeitliche Siedlung, bronzezeitliche Siedlung Pari-Altacker. MittArchlnst 2.
- 1971 Das Gräberfeld von Szakály aus der mittleren Bronzezeit. Mitt. Arch. Inst. 2.
- 1998 Mutatvány a Galga-mente régészeti topográfiájából. (társszerző)

## Elismerései
- Kuzsinszky Bálint-emlékérem (1992)